# NGC 6492
NGC 6492 في الفهرس العام الجديد، هي مجرة، تقع في كوكبة الطاووس. اكتشفت في 22 يوليو 1835 بواسطة جون هيرشل.

## روابط خارجية
- NGC 6492 على موقع ويكي سكاي: DSS2, SDSS, GALEX, IRAS, Hydrogen α, X-Ray, Astrophoto, Sky Map, Articles and images